# Angelika Speitel
Angelika Elisabeth Speitel (Stuttgart, 12 de febrer de 1952) és una activista política alemanya, exmilitant de la segona generació de la Fracció de l'Exèrcit Roig (RAF).

## Trajectòria
Speitel va treballar com a empleada a l'oficina de l'advocat Klaus Croissant, al costat del seu espòs Volker Speitel, que també va acabar formant part de la RAF i amb qui va tenir una filla l'any 1970 anomenada Grischa. Durant aquest temps va ajudar a formar un sistema d'informació i comunicació entre militants empresonats en territori alemany. Volker va passar a la clandestinitat el 1974, i Angelika va fer el mateix quan se la va assenyalar com a sospitosa d'estar involucrada en l'assassinat del banquer Jürgen Ponto el 1977.
Es va convertir en membre activa de la segona generació de la RAF, participant en robatoris de bancs. Se sospita que va estar directament involucrada en el segrest i assassinat de l'empresari i exoficial nazi Hanns Martin Schleyer. El 24 de setembre de 1978, en un bosc de Dortmund, va participar en un exercici de pràctiques de tir, amb els membres de la RAF Michael Knoll i Werner Lotze, quan van ser sorpresos per dos policies. A continuació es va iniciar un tiroteig en el qual un dels policies, Hans-Wilhelm Hansen, va morir assassinat i l'altre va resultar ferit de bala. Al seu torn, Speitel i Knoll van ser ferits i detinguts mentre que Lotze va aconseguir escapar. Knoll va morir, dues setmanes després, a causa de les ferides.
Posteriorment, el 29 de novembre de 1979, va ser acusada d'assassinat i d'altres delictes, i condemnada a cadena perpètua per un tribunal de Düsseldorf. Durant el seu empresonament va intentar suïcidar-se penjant-se i tallant-se les venes dels canells, però va sobreviure. El 8 de març de 1989 va ser amnistiada pel president de l'Alemanya Occidental Richard von Weizsäcker i el 1990 alliberada de la presó. Segons la valoració de Weizsäcker, Speitel «va continuar donant l'esquena al terrorisme […] i va lamentar sincerament el que va fer».